# 세일즈맨의 죽음

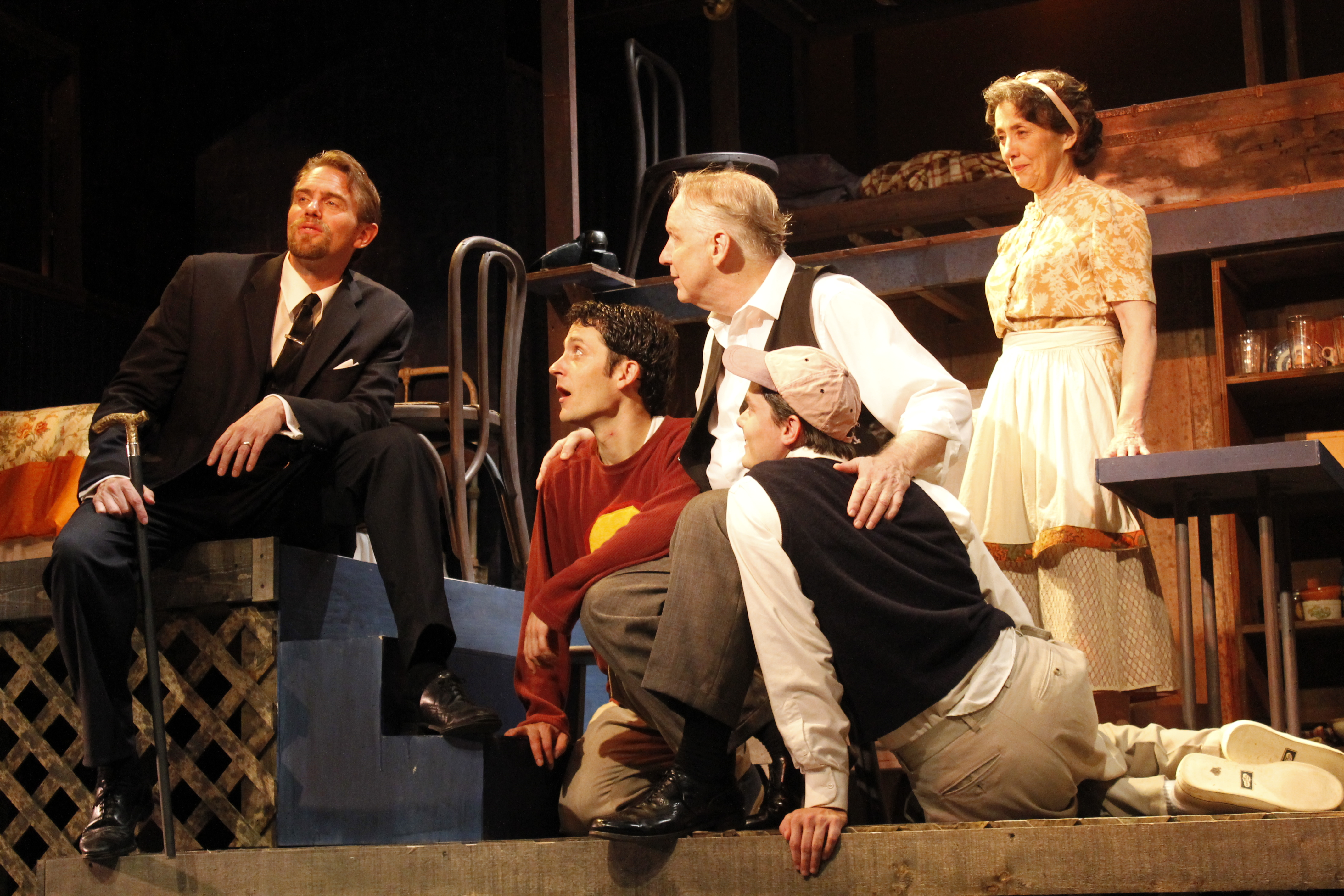

세일즈맨의 죽음(Death of a Salesman)은 1949년 아서 밀러가 쓴 희곡이다.

## 줄거리
주인공 윌리 로만은 이미 60세가 넘은 시대에 뒤떨어진 세일즈맨으로 아직도 보험이나 월부 부금(賦金)에 쫓기고 있으면서도 화려한 과거의 꿈에서 깨어나지 못한다. 윌리는 시대의 패배자라는 것을 깨닫지 못하고 노화로 인해 운전을 하다가 교통사고가 날 뻔하기도 한다. 오랜 친구인 찰리와 카드놀이를 하면서 놀다가 어릴 적 기억과 아프리카에서 다이아몬드를 캐내어 부자가 되었다는 형의 환상을 본다. 조현병을 앓는 윌리는 한때 영업사원으로 활약했지만 지금은 초라한 특수고용 비정규직 노동자로 일하며 임금이 아닌 수수료를 받는다. 그래서 그가 연령을 이유로 부당하게 해고되고, 친구 찰리에게 보험료를 빌리러 오자 친구 찰리가 자신이 사업주인 회사에서 일하자고 권하면서 한 말이 "임금도 없는 회사가 어디 있어? 나와 같이 일하자고. 일주일에 50달러는 벌수 있고, 외근을 시키지 않아"였다.
그러나 전직(轉職)을 희망하였다가 오히려 아버지에게 기업을 물려받은 자본가에게 연령을 이유로 해고(解雇)를 당하고, 아들에게 걸었던 희망도 아들들이 사회생활에 적응하지 못하게 되어 무참히 깨어진다. 이후, 그는 가족을 위하여 보험금을 타게 하려고 자동차를 폭주(暴走)시켜 죽고 만다. 자동차의 거친 소리로써 짧게 묘사하고 나서 장례식 장면이 나온다. 남편의 장례 후에 부인 린다는 묘지에서 주택대출금도 갚았는데 당신은 어디 있냐고 통곡을 하고, 오랜 친구인 찰리는 작은 아들에게 "세일즈맨은 이상을 따르는 사람"이라고 말한다. 미국사회에 있어서 성공의 꿈을 지녔지만, 꿈이 깨어지고 비참(悲慘)한 죽음을 맞는 희생자의 말로(末路)를 묘사한 작품이다.

## 한국어 번역
민음사에서 세계문학전집으로 펴냄. 영문학자인 강유나가 옮김.

## 평가
현실과 과거의 교착(交錯)을 교묘히 무대 위에서 처리하고 주인공 윌리의 의식의 흐름을 묘사한 기교(技巧)는 특히 뛰어난 바가 있다. 전후의 미국연극을 대표하는 명작 중의 하나이다.